# Torre di Galata
La torre di Galata (Galata Kulesi in turco) è una torre in pietra di epoca medievale costruita dai genovesi e situata nel distretto di Galata a Istanbul, in Turchia.

## Descrizione
Misura 66,9 metri in altezza (62,59 escludendo l'ornamento in cima al tetto conico), con un diametro interno di 8,95 metri e mura spesse 3,75 metri. Si trova a circa 140 metri sopra il livello del mare. Quando venne edificata era l'edificio più alto della città.
Nel 2020, la torre è stata  ristrutturata e riaperta come museo e punto panoramico.

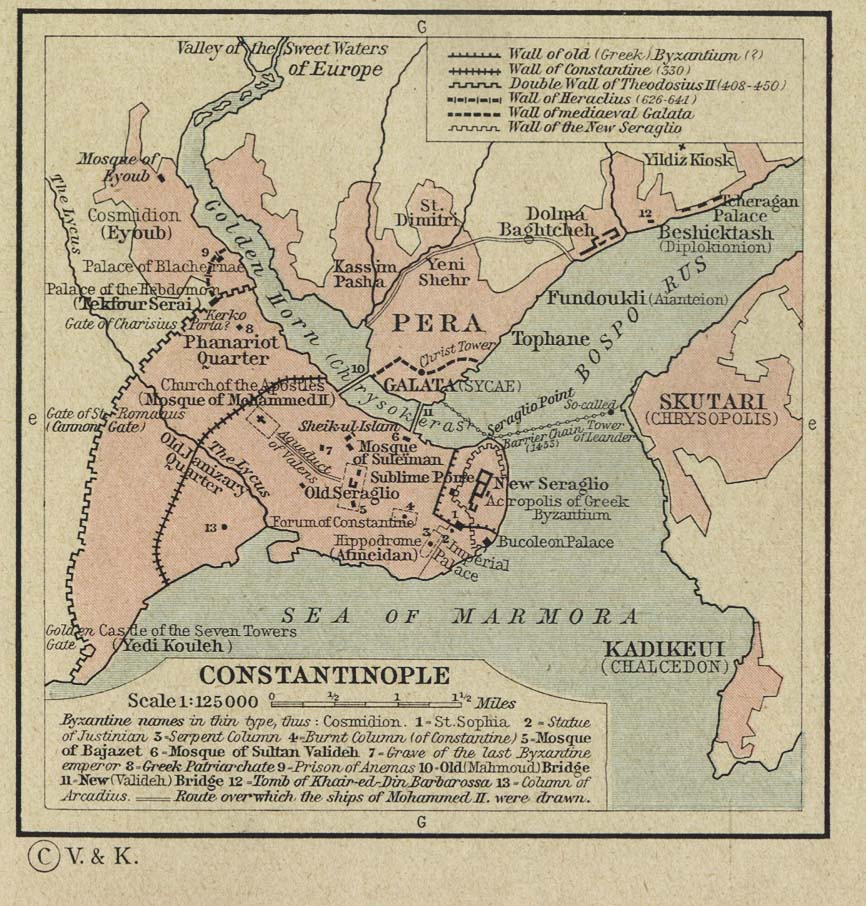

Con un ascensore si può arrivare alla parte più alta, sotto il tetto conico, e si può ammirare il panorama della città a 360 gradi.

## Storia

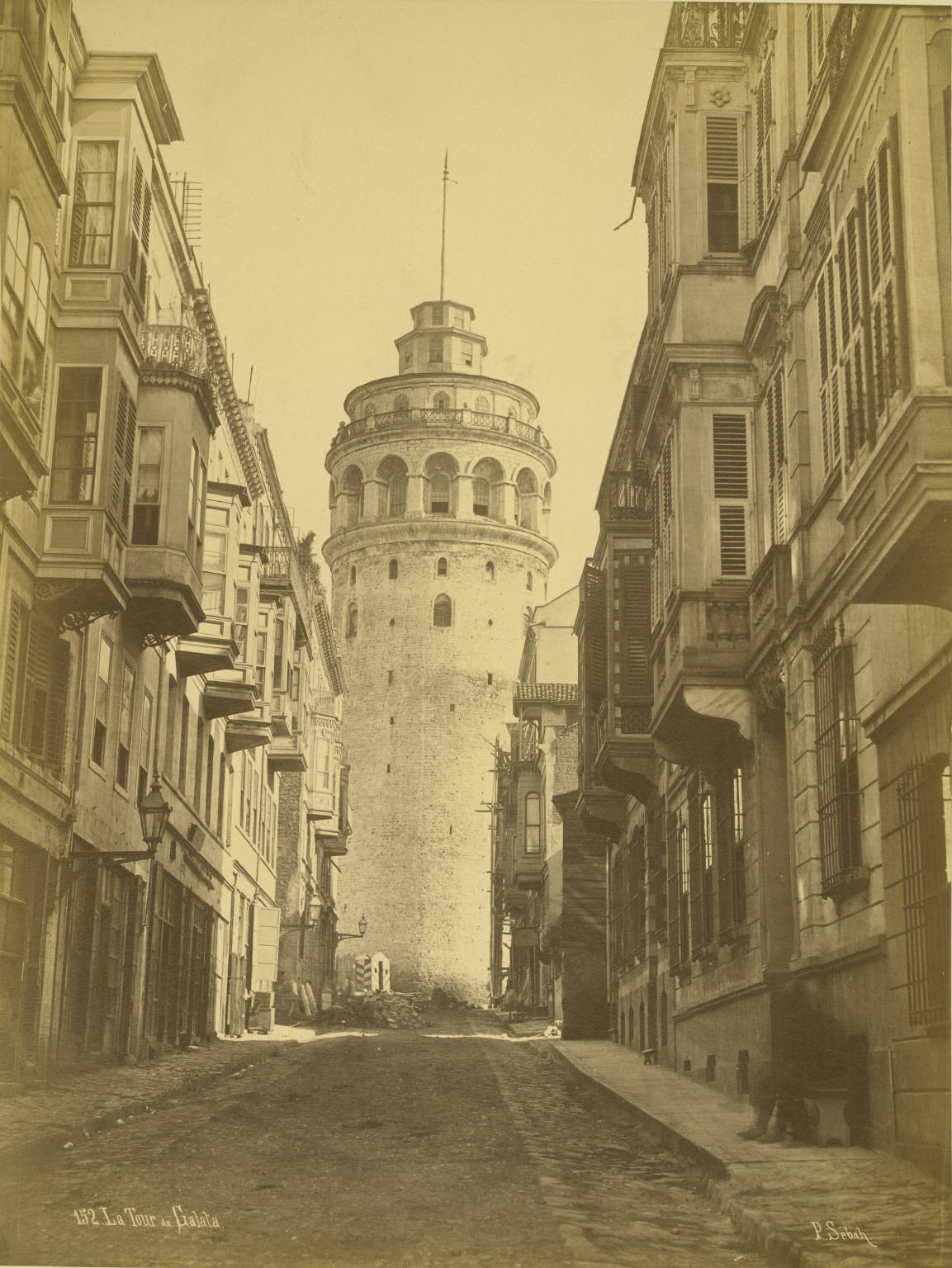
Foto della Torre di Galata scattata da J. Pascal Sébah tra il 1875 e il 1895.

La torre venne costruita nel 1348 da Rosso Doria, primo governatore genovese di Galata, che la battezzó Christea Turris (Torre di Cristo). In origine la torre faceva parte delle fortificazioni che circondavano la cittadella di Galata, colonia di Genova sul Bosforo. Questo edificio non va confuso con l'omonima torre di origine bizantina (chiamata anche Megalos pyrgos o Grande torre) che si trovava in una differente posizione e venne in gran parte distrutta nel 1204 durante la quarta crociata.
Durante l'Impero ottomano la parte superiore della torre e il suo tetto conico vennero modificati in seguito a numerose ristrutturazioni.
A partire dal 1717 gli Ottomani iniziarono a utilizzare la torre come punto di osservazione per individuare gli incendi in città. Nel 1794, durante il regno del sultano Selim III, il tetto di piombo e legno subì seri danni a causa di un incendio. Le fiamme colpirono di nuovo la torre nel 1794 e nel 1875 una violenta tempesta spazzò via il tetto, che fu ristrutturato solo tra il 1965 e il 1967 utilizzando pietra al posto del legno.

## Gli esperimenti di volo di Hezarfen
Stando a quanto affermato dallo storico e viaggiatore ottomano Evliya Çelebi, tra il 1630 e il 1632 Lagâri Hasan Çelebi, utilizzando delle ali artificiali, spiccò il volo dalla torre per sorvolare il Bosforo e atterrare a Scutari, quartiere che sorge a 6 km di distanza, nella zona asiatica della città.